# Chrétienne d'Aguerre
Chrétienne d'Aguerre, comtesse de Sault, née en 1553 et morte en 1611, était une cheffe catholique ligueuse en Provence lors des guerres de Religion.

## Biographie
Née en 1553, elle est la seule fille de Claude d'Aguerre, originaire de Lorraine, baron de Vienne-le-Château, seigneur de Champigny, gouverneur de Charles III de Lorraine, et de Jeanne de Hangest-Moyencourt. Elle est la seule enfant survivante des trois que le couple aura. Son père meurt alors qu'elle n'a que six ans.
Elle épouse en premières noces Antoine de Blanchefort, héritier de la famille de Créquy, sieurs de Canaples et princes de Poix. Un garçon naît en 1574 ou 1575, Charles de Blanchefort-Créquy. Un second mariage avec Louis de Lorraine, marquis d'Elbeuf, est envisagé. Finalement, elle épouse en secondes noces François-Louis de Montauban d'Agoult, comte de Sault en 1578. Il est possible que ce soit un mariage "d'amours", les Agoult, riche famille de Provence, n'ayant pas d'intérêt à marier leur fils à une femme originaire de Lorraine. Plusieurs enfants naissent de cette union, mais ils ne vivent pas tous : une fille, Jeanne, née en 1580, un premier garçon, Louis en 1583, puis un second Phillipe Le posthume en 1586. Louis, l'aîné, a pour parrain le Charles III de Lorraine et la reine Louise de Lorraine-Vaudémont, dont Chrétienne est une dame d'honneur. Chrétienne d'Aguerre veille aussi avec attention, avec l'aide de sa mère, à l'héritage de son fils aîné Charles.
Durant ses séjours parisiens, Chrétienne d'Aguerre, catholique, fréquence les cercles lorrains gravitant autour du pouvoir royal, dont les Guise. Veuve, tutrice de ses plus jeunes enfants, elle s'installe à Aix. Elle y fait ses débuts en politique tout en administrant les domaines hérités de la famille d'Agoult. Elle prend ouvertement part à la Ligue et prend la tête du mouvement en Provence. Elle s'allie avec le roi Philippe II d'Espagne et le duc de Savoie Charles-Emmanuel 1er (par ailleurs genre du roi d'Espagne). Par son influence, elle convainc les Ligueurs de faire élire le duc de Savoie gouverneur de Provence. Elle renonce à soutenir un projet de Provence indépendante sous la suzeraineté de l'Espagne. La brouille éclate avec le duc de Savoie qui la fait enfermer avec son fils Charles. Elle s'évadera, déguisée en jardinier.
Avec le début du règne d'Henri IV, Chrétienne d'Aguerre finit par rentrer dans le rang. Majoritairement installée à Paris ou dans son domaine de Savigny-sur-Orge, elle tente de créer une véritable dynastie. Elle parvient, dans cette objectif, à marier une de ses petite-filles, Françoise de Créquy, avec le fils aîné du duc de Sully, Maximilien II de Béthune ; une autre, Madeleine de Créquy, à Nicolas de Neufville, duc de Villeroy. Par ailleurs, elle se brouille avec sa fille Jeanne. En effet, elle fait passé tout l'héritage de son fils Louis d'Agoult, mort en 1609, à son fils Charles de Créquy, ce qui entraîne une fort mécontentement chez Jeanne d'Agoult.
Elle décède en 1611.

## Descendance
Avec Antoine de Blanchefort-Créquy : 
- Charles de Créquy (environ 1575 - 1638) dont postérité.

Avec François-Louis d'Agoult : 
- Un enfant (1579).
- Jeanne d'Agoult (1580 - 1619) dont postérité.
- Louis d'Agoult (1583 - 1609).
- Jean-Louis d'Agoult (1584 - 1587).
- Philippe Le Posthume d'Agoult (1586 - 1608).